# Online Computer Library Center
L'Online Computer Library Center, Inc. (OCLC o «Centre de Bibliografia per Ordinador en Línia») és una organització sense ànim de lucre per a desenvolupar serveis de biblioteca informatitzats i de recerca dedicada al propòsit de promoure l'accés a la informació i la reducció de les despeses de la gestió de la informació».
Va ser fundada el 1967 com l'Ohio College Library Center. Més de 70.000 biblioteques a 112 països i territoris de tot el món utilitzen els serveis d'OCLC per ubicar, adquirir, catalogar prestar i preservar material bibliotecari. L'organització va ser fundada per Fred Kilgour. La seva seu es troba a Dublin (Ohio) als Estats Units d'Amèrica.
L'Online Computer Library Center va adquiir els drets d'autor i de marques associades amb el Sistema de Classificació Decimal Dewey quan va comprar Forest Press el 1988. El 2002 va adquir Netlibrary, el major proveïdor de publicacions i llibres electrònics, un servei que el 2010 va vendre a Ebscl Publishing. També va adquirir la companyia OCLC Pica, una biblioteca i serveis de sistemes d'automatització de l'empresa que té la seu a Leiden als Països Baixos i que passà a anomenar OCLC la fi de l'any de 2007. El juny del 2006, el grup Research Libraries Grup (RLG) es va fusionar amb OCLC. L'11 de gener de 2008, va comprar el programari EZproxy que permet la gestió i el control de l'accés i de l'autentificació dels usuaris de les catàlegs de les biblioteques.

## Serveis
L'organització proporciona bibliografia, resums i el text complet d'informació a les biblioteques, als estudiants, professors, acadèmics i altres persones que busquen informació.
OCLC i les biblioteques membres produeixen i mantenen de forma cooperativa WorldCat, el major Catàleg d'accés públic en línia (OPAC) al món que conté registres de la majoria de les biblioteques públiques i privades. WorldCat està disponible a través de moltes biblioteques universitàries i les xarxes d'ordinadors. El programa Open WorldCat fa que els materials dels registres de la propietat de les biblioteques estiguin a disposició a la base de dades WorldCat dels usuaris als llocs populars de recerca a Internet, bibliogràfics i de llocs de llibres. L'octubre de 2005 es va iniciar una mena de projecte-wiki que permet als lectors i als bibliotecaris afegir comentaris, i informació en camps estructurats, associats a qualsevol registre de WorldCat.
Col·labora a la preservació en microfilm i la digitalització de documents al centre OCLC Preservation Service Center, amb una oficina principal situada a Bethlehem (Pennsilvània). Biblioteques, museus, societats històriques, col·legis i universitats utilitzen aquest serveis per preservar obres impreses, llibres, mapes, manuscrits, diaris…, en format de microfilm per a les generacions futures, com que aquest suport té una llarga durada de vida. A més converteix els documents en objectes digitals accessibles per internet.

## Base de dades en línia
Manté una base de dades per a la catalogació i recerca que és utilitzada pels bibliotecaris i el públic. Aquesta base de dades conté registres de catàleg per lectura mecànica (MARC) en un format estandarditzat a tot el món i que les biblioteques utilitzen com a eina de catalogació. Això permet a les biblioteques d'arreu del món trobar i descarregar els registres dels materials que volen afegir al seu catàleg local sense haver de passar pel llarg procés de catalogació manual de cadascun d'ells individualment.
Al setembre del 2016 el catàleg ja contenia més de 372 milions de fitxes bibliotecàries, que descriuen 2385 milions de documents de tots tipus conservats a més de 72.000 biblioteques. Entre 2007 i 2016 va doblejar el nombre i queda la base de dades bibliogràfica més gran del món. La connexió està disponible per als professionals bibliotecaris com un programa d'ordinador o a Internet, a connexion.oclc.org. WorldCat també està a disposició del públic per buscar a través d'un servei web anomenat FirstSearch, així com a través del programa Open WorldCat.

## WebJunction
WebJunction és una divisió d'OCLC finançada per la Fundació Bill i Melinda Gates, creada el 2003 per fomentar la formació del personal de les biblioteques per una comunitat en línia oberta i col·laborativa accessible arreu al món per a tots.

## Proveïdors regionals de serveis
Els proveïdors regionals de serveis contracten amb OCLC per prestar suport i capacitació als serveis d'OCLC. Aquest quadre només representa els serveis d'OCLC.
| Nom                                             | Regió | lloc Web                                                                              |
| ----------------------------------------------- | --- | ------------------------------------------------------------------------------------- |
| Amigos Library Services                         | Arizona, Arkansas, Nou Mèxic, Oklahoma, Texas                                                                               | www.amigos.org                                                                        |
| BCR (Bibiographic Center for Research)          | Alaska, Colorado, Idaho, Iowa, Kansas, Montana, Nevada, Oregon, Utah, Washington, Wyoming                                   | www.bcr.org Arxivat 2009-09-18 a Wayback Machine.                                     |
| INCOLSA                                         | Indiana | www.incolsa.net Arxivat 2019-03-13 a Wayback Machine.                                 |
| ILLINET                                         | Illinois | www.cyberdriveillinois.com/departments/library/who_we_are/OCLC/home.html              |
| MINITEX Library Information Network             | Minnesota, Dakota del Nord, Dakota del Sud                                                                                  | www.minitex.umn.edu                                                                   |
| MLC (Michigan Library Consortium)               | Michigan | www.mlcnet.org Arxivat 2015-08-01 a Wayback Machine.                                  |
| MLNC (Missouri Library Network Corporation      | Missouri | www.mlnc.org Arxivat 2006-07-18 a Wayback Machine.                                    |
| NEBASE                                          | Nebraska | www.nlc.state.ne.us/netserv/nebase/nebserv.html Arxivat 2009-06-25 a Wayback Machine. |
| NELINET                                         | Connecticut, Maine, Massachusetts, Nou Hampshire, Rhode Island, Vermont                                                     | www.nelinet.net Arxivat 2006-11-07 a Wayback Machine.                                 |
| Nylink                                          | Nova York | nylink.org                                                                            |
| OHIONET                                         | Ohio, Virgínia de l'Oest, Oest de Pennsilvània                                                                              | www.ohionet.org                                                                       |
| PALINET                                         | Delaware, Maryland, Nova Jersey, Pennsilvània, Virgínia de l'Oest                                                           | www.palinet.org/                                                                      |
| SOLINET                                         | Alabama, Florida, Geòrgia, Kentucky, Louisiana, Mississipi, Carolina del Nord, Carolina del Sud, Tennessee, Virgínia, Carib | www.solinet.net/                                                                      |
| WILS                                            | Wisconsin | www.wils.wisc.edu/ Arxivat 2010-02-10 a Wayback Machine.                              |
| FEDLINK                                         | U.S. Federal Libraries | www.loc.gov/flicc/                                                                    |
| centres de serveis OCLC                         | |                                                                                       |
| OCLC Eastern Service Center                     | Washington D.C., Maryland i Virgínia                                                                                        |                                                                                       |
| OCLC Western Service Center                     | Alaska, Califòrnia, Hawaii, Idaho, Montana, Oregon, Washington i Guam                                                       |                                                                                       |
| OCLC Asia Pacific                               | |                                                                                       |
| OCLC Canada                                     | |                                                                                       |
| OCLC Latin America                              | |                                                                                       |
| OCLC PICA (OCLC Europe, Middle East and Africa) | |                                                                                       |